# Oonops pulicarius
Oonops pulicarius là một loài nhện trong họ Oonopidae.
Loài này thuộc chi Oonops. Oonops pulicarius được Eugène Simon miêu tả năm 1891.